# Angraecopsis amaniensis
Angraecopsis amaniensis är en orkidéart som beskrevs av Victor Samuel Summerhayes. Angraecopsis amaniensis ingår i släktet Angraecopsis och familjen orkidéer.
Artens utbredningsområde är Tanzania. Inga underarter finns listade i Catalogue of Life.